# 余東旋
余東旋（英語：Eu Tong Sen，1877年7月23日—1941年5月11日），又寫為余東璇，是19世紀末期及20世紀初期活躍於馬來亞、新加坡及香港的一位企業家。他曾擔任反鴉片協會副主席和近打縣衛生委員會成員。

## 生平
余東旋的父親余廣培出身於廣東佛山，1873年前往馬來亞發展，1879年創建了中醫藥材事業「仁生」（今余仁生），1891年去世時余東旋年僅14歲。余東旋完成學業後接手父親的事業，在他的治理下余仁生逐漸發展成為東南亞最大的中藥房，業務還從馬來亞半島擴展到新加坡和中國大陸。他也是一名非常成功的橡膠和錫礦商人，業務遍及馬來亞和新加坡各地。
余東旋在馬來亞、新加坡和香港建了至少12棟別墅，名稱皆以「余園」開頭。1941年，因心臟病逝於香港大埔的「余園Sirmio」，遺體後安葬於該處，1971年因余園拆卸而遷葬至荃灣華人永遠墳場。
「善樓」大埔汀角路船灣（前船灣余東旋學校）過渡性房屋項目，將於2024年第二季竣工。

## 家庭
余東旋有十一位配偶，生下十三個兒子，另有十一個女兒，仅男孙即有70餘人：
- 大太太
  - 三子余經翱
- 妾侍莊宋女
  - 長子余經鑄[7]
    - 余义藻，娶梁贵珍（马来西亚余仁生董事主席）[8][9][10]
- 二太太
- 三太太
  - 次子余經綸
- 四太太
  - 五子余經鎧
  - 九子余經驥
  - 十一子余經輝
- 五太太廖正而[11]
  - 四子余經銊
  - 七子余經文（余氏家族第三代传人）[12]
    - 余义明（余氏家族第四代传人，余仁生国际集团前总裁、现非执行主席），娶周颂华[5][12][13]
      - 余在启（余仁生贸易香港董事总经理），娶高木佐枝[5][13]
      - 余苏宴（社会企业“Mei's Own”创办人）[13]

  - 八子余經鵬
  - 十子余經典
    - 余义方

  - 十二子余經緯
    - 余义生（余仁生国际有限公司主席、执行董事兼集团董事总经理，获颁2014年度华人经济领袖大奖）[14]

  - 十三子余經堯
- 六太太（離婚）
- 七太太（離婚）
  - 六子余經侃
- 八太太（離婚）
- 九太太（離婚）
- 十太太（離婚）

## 家族
- 堂弟余东雄，黄花岗七十二烈士中最年轻的牺牲者（时年18岁），新加坡的晚晴园孙中山南洋纪念馆的入口处伫立着4座黄花岗烈士的铜像供人凭吊，两座持刀枪的其中一座铜像就是余东雄。[9][15]